# Achille Loria
Achille Loria (Mantua, 2 de marzo de 1857 - Luserna San Giovanni, 6 de noviembre de 1943) fue un economista, sociólogo y profesor italiano.

## Biografía
Achille Loria nació en Mantua el 2 de marzo de 1857. Allí realizó sus primera letras. Estudió Derecho en la histórica Universidad de Bolonia. Con 20 años se licenció y completó su formación con breves estancias en las Universidades de Roma, Berlín y Londres, en las que fue acercándose al estudio de la economía. Fue discípulo de Angelo Messedaglia, Luigi Cossa y Adolph Wagner. En 1881 fue nombrado profesor de Economía de la Universidad de Siena. Más tarde pasó por la Universidad de Padua, y en 1903 se trasladó a la Universidad de Turín, donde permanecería hasta 1932. Nombrado senador en 1919, no adhirió en 1922 al movimiento fascista.

## Pensamiento económico
Achille Loria intentó interpretar gran cantidad de fenómenos históricos desde un punto de vista economicista. Su sistema es difícil de resumir a causa de unas influencias muy opuestas. Entre ellas : David Ricardo, Karl Marx (que él llama el « Alighieri del socialismo »), escuela austríaca, socialistas, evolucionistas, etc. Fue en cierto momento el economista de mayor prestigio en Italia. Se corresponde con economistas como Friedrich Engels, Gabriel Tarde, Herbert Spencer, Carl Menger, Charles Gide, Wilhelm Roscher, Werner Sombart, Edwin Seligman o Léon Walras. Sus obras están traducidas a numerosas lenguas.
Loria había concebido la idea original de que a través de un simple adhesivo, esparcido sobre las alas de los aviones civiles, se podría atrapar miles de pájaros y resolver el problema del hambre en el mundo.

## La «tierra libre»
En su Costituzione economica odierna (1900), Loria es partidario de la « tierra libre ». Pide que la ley reconozca a cada hombre el derecho a la tierra. Parte de una unidad funcional (es decir, la cantidad de tierra necesaria para permitir vivir a cada ciudadano de su trabajo y poder establecerse como productor autónomo), si la densidad de población y la superficie del país lo permitieran. En lo práctico, preconiza un salario territorial. El patrón estaría obligado a proporcionar a sus empleados « además del salario necesario, una unidad funcional al cabo de un número n de años. Si, durante este período n de años, el obrero había sido empleado sucesivamente por varios empresarios, cada uno debería proporcionar una parte proporcional al tiempo empleado. »
Por allí, al cabo de un número n de años, todos los trabajadores resultarían sucesivamente propietarios. Y llegaríamos al mismo estado que durante el período primitivo, en la economía natural, y podrían formar entre ellos y con los antiguos propietarios la asociación del capital y del trabajo sobre pie de igualdad, que es, a ojos de Loria, la organización más productiva.

## Críticos
Friedrich Engels lo tratará de charlatán en su prefacio al tercer libro de El capital'. El tratamiento de Loria del problema de la transformación fue severamente criticado por el economista marxista Antonio Labriola, y posteriormente por Benedetto Croce” Schumpeter lo considerará como un hombre de vasta doctrina, pero que ignora el análisis económico. Antonio Gramsci criticará su rareza, considerada como un rasgo común a los intelectuales italianos, y que calificará de « lorianismo ».

## Obras
- La rendita fondiaria e la sua elisione naturale, Milán, 1880.
- Le basi economiche della costituzione sociale, Turín, 1886.
- Analisi della proprietà capitalista, 2 vol., Turín, 1889.
- L'opera postuma di Carlo Marx, Roma, 1895.
- Problemi sociali contemporanei, Milán, 1896.
- La costituzione economica odierna, Turín, 1899.
- Il capitalismo e la scienza, Turín, 1901.
- Aspetti sociali ed economici della guerra mondiale, Turín, 1921.
- Gli articoli di Achille Loria in Echi e commenti : un periodico tra le due guerre mondiali, a cargo de Bruno Di Porto, Pisa, 1990.